# Periscyphis granai
Periscyphis granai är en kräftdjursart som beskrevs av Arcangeli1929. Periscyphis granai ingår i släktet Periscyphis och familjen Eubelidae. Inga underarter finns listade i Catalogue of Life.